# Evenkit
Evenkit (chemische Bezeichnung Tetracosan) ist ein sehr selten vorkommendes Mineral aus der Mineralklasse der organischen Verbindungen und der Abteilung der stickstofffreien Kohlenwasserstoffe. Es kristallisiert im orthorhombischen Kristallsystem mit der chemischen Zusammensetzung C23H48.
Evenkit entwickelt tafelige und durch Verzwillingung pseudohexagonale Kristalle, findet sich aber auch in Form körniger bis derber Mineral-Aggregate. In reiner Form ist Evenkit farblos und durchsichtig. Durch vielfache Lichtbrechung aufgrund von Gitterbaufehlern oder polykristalliner Ausbildung kann er aber auch weiß erscheinen und durch Fremdbeimengungen eine hellgelbe bis grünliche Farbe annehmen, wobei die Transparenz entsprechend abnimmt. Seine Strichfarbe ist allerdings immer weiß.

## Etymologie und Geschichte
Benannt wurde Evenkit nach seiner Typlokalität Evenki (heute Autonomer Kreis der Ewenken) in der russischen Region Krasnojarsk (Sibirien), wo es 1953 durch A. V. Skropyshev erstmals gefunden und beschrieben wurde.
Typmaterial des Minerals wird im Mineralogischen Museum der Staatlichen Universität Sankt Petersburg in Russland (Katalog-Nr. 924-1/1–924-1/3) aufbewahrt.

## Klassifikation
In der veralteten 8. Auflage der Mineralsystematik nach Strunz gehörte der Evenkit zur Mineralklasse der „Organischen Verbindungen“ und dort zur Abteilung „Kohlenwasserstoffe“, wo er als einziger Vertreter in der „Paraffin-Reihe“ mit der Systemnummer IX/B.01 steht.
In der zuletzt 2018 überarbeiteten Lapis-Systematik nach Stefan Weiß, die formal auf der alten Systematik von Karl Hugo Strunz in der 8. Auflage basiert, erhielt das Mineral die System- und Mineralnummer IX/B.01-010. Dies entspricht der Klasse der „Organischen Verbindungen“ und dort der Abteilung „Stickstoff-freie Kohlenwasserstoffe“, wo Evenkit als einziges Mineral die Gruppe der „Kettenförmigen Strukturen“ mit der Systemnummer IX/B.01 bildet.
Die von der International Mineralogical Association (IMA) zuletzt 2009 aktualisierte 9. Auflage der Strunz’schen Mineralsystematik ordnet den Evenkit in die Klasse der „Organischen Verbindungen“ und dort in die Abteilung „Kohlenwasserstoffe“ ein. Hier ist das Mineral in der Unterabteilung 10.BA zu finden, wo es als einziges Mitglied eine unbenannte Gruppe mit der Systemnummer 10.BA.50 bildet.
In der vorwiegend im englischen Sprachraum gebräuchlichen Systematik der Minerale nach Dana hat Evenkit die System- und Mineralnummer 50.03.06.01. Das entspricht der Klasse der „Organischen Minerale“ und dort der Abteilung „Organische Minerale“. Hier findet er sich innerhalb der Unterabteilung „Salze organischer Säuren (Kohlenwasserstoffe)“ als einziges Mitglied in einer unbenannten Gruppe mit der Systemnummer 50.03.06.

## Kristallstruktur
Evenkit kristallisiert orthorhombisch in der Raumgruppe Pbcm (Raumgruppen-Nr. 57) mit den Gitterparametern a = 7,474(1) Å; b = 4,980(1) Å und c = 65,85(3) Å sowie 4 Formeleinheiten pro Elementarzelle.

## Eigenschaften

### Chemismus und chemische Eigenschaften

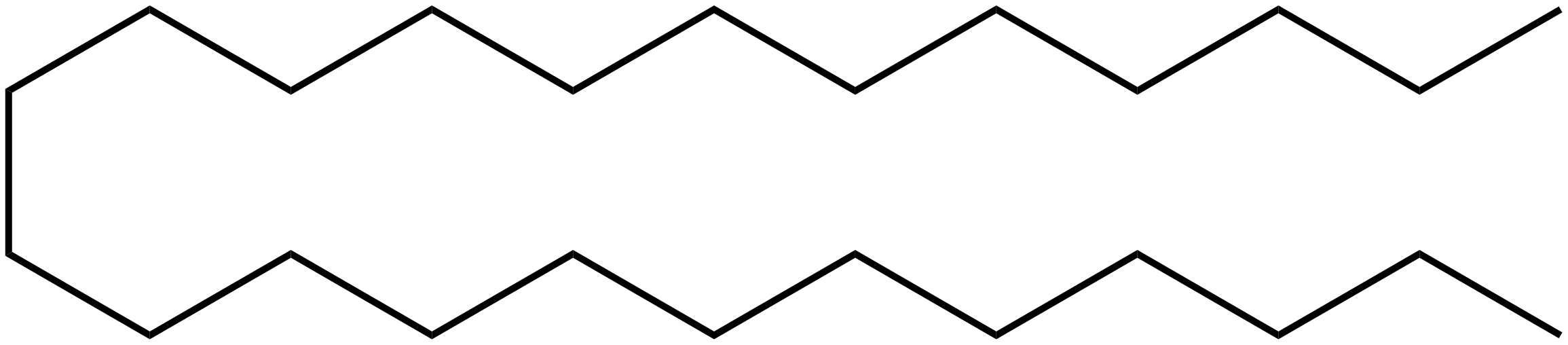
Idealisierte chemische Struktur von Evenkit

Chemisch gesehen handelt es sich bei Evenkit um einen linearen, aliphatischen Kohlenwasserstoff bzw. um ein Paraffin. Die mittlere chemische Zusammensetzung wird im Allgemeinen mit (CH3)2(CH2)22 bzw. vereinfacht mit C24H50 angegeben, was der chemischen Substanz Tetracosan entspricht. Hierbei ist allerdings zu berücksichtigen, dass es sich lediglich um eine Summenformel handelt. Tatsächlich ist Evenkit chemisch nicht einheitlich aufgebaut. Die Kettenlängen der Moleküle können zwischen 20 und 31 Kohlenstoffatomen betragen. Für das Typmaterial wurde eine mittlere Kettenlänge von 24 bis 25 Kohlenstoffatomen über GC-MS ermittelt.
Nach neueren Analysen 2004 durch Platonova und Kotel’nikova wird die vereinfachte Formel mit C23H48 angegeben.
Evenkit ist gut löslich in Ether.

### Physikalische Eigenschaften
Aliphatische Kohlenwasserstoffe mit Kettenlängen um 25 Kohlenstoffatomen haben eine wachsartige Konsistenz, ähnlich dem Ozokerit. Entsprechend gehört Evenkit mit einer Mohshärte von 1 zu den weichsten Mineralen. Dennoch kann bei Evenkitkristallen eine vollkommene, glimmerartige Spaltbarkeit nach der basalen Fläche {001} beobachtet werden.
Der Schmelzpunkt von Evenkit liegt bei etwa 49 bis 51 °C. Mit einer gemessenen Dichte von 0,920 g/cm3 (nach anderen Quellen auch 0,873 g/cm3) gehört Evenkit zu den leichtesten Mineralen. Entsprechend können Bruchstücke auf dem Wasser schwimmen.

## Bildung und Fundorte
Genaue Bildungsbedingungen sind zurzeit nicht bekannt, man vermutet aber eine sekundäre Bildung. An seiner Typlokalität wurde Evenkit in Quarz-Geoden entdeckt, die sich in einem schmalen Erzkörper in der Kontaktzone zwischen Tuff und Lava an der unteren Tunguska (Nizhnyaya Tunguska) befanden. Als Begleitminerale können unter anderem Chalcedon, Calcit, Chalkopyrit, Galenit, Pyrit, Pyrrhotin und Sphalerit auftreten.
Weitere bekannte Fundorte sind neben seiner Typlokalität bisher (Stand 2014) nur noch Curbans, Orpierre und Serres (Hautes-Alpes) in Frankreich, der Ilimmaasaq-Komplex bei Narsaq auf Grönland sowie Dubník, Ladomírov und Merník im Okres Prešov in der Slowakei.